# (598) Octavia
(598) Octavia es un asteroide perteneciente al cinturón de asteroides descubierto el 13 de abril de 1906 por Maximilian Franz Wolf desde el observatorio de Heidelberg-Königstuhl, Alemania.
Está nombrado en honor de Octavia (64 a. C.-11 a. C.), hermana de Augusto y esposa de Marco Antonio.